# تاکاشی تانوئه
تاکاشی تانوئه (انگلیسی: Takashi Tanoue; ۳۰ آوریل ۱۹۴۷ – ۱۹ فوریهٔ ۲۰۰۹) کشتی‌گیر اهل ژاپن بود.